# Кожухівська сільська рада (Літинський район)
| Кожухівська сільська рада — колишній орган місцевого самоврядування у Літинському районі Вінницької області з адміністративним центром у с. Кожухів. Сільській раді були підпорядковані населені пункти: - с. Кожухів - с-ще Красносілка - с. Лісне |

## Склад ради
Рада складалася з 16 депутатів та голови.

## Керівний склад сільської ради
| ПІБ                                | Основні відомості                                                               | Дата обрання | Дата звільнення |
| ---------------------------------- | ------------------------------------------------------------------------------- | ------------ | --------------- |
| Слободянюк Володимир Олександрович | Сільський голова, 1954 року народження, освіта, член народної партії            | 26.03.2006   | 31.10.2010      |
| Слободянюк Володимир Олександрович | Сільський голова, 1954 року народження, освіта середня спеціальна, безпартійний | 31.10.2010   |                 |

Примітка: таблиця складена за даними джерела